# Dolomedes gregoric
Espèce
Dolomedes gregoric est une espèce d'araignées aranéomorphes de la famille des Dolomedidae.

## Distribution
Cette espèce est endémique de la région d'Alaotra-Mangoro à Madagascar,. Elle se rencontre dans le parc national d'Andasibe-Mantadia.

## Description
Le mâle holotype mesure 16,43 mm et la femelle paratype 17,02 mm.

## Systématique et taxinomie
Cette espèce a été décrite par Yu et Kuntner en 2024.

## Étymologie
Cette espèce est nommée en l'honneur de Matjaž Gregorič.

## Publication originale
- Yu & Kuntner, 2024 : « Discovering unknown Madagascar biodiversity: integrative taxonomy of raft spiders (Pisauridae: Dolomedes). » PeerJ, vol. 12, no e16781, p. 1-60 (texte intégral).